# Finnish Open 2018
Die Finnish Open 2018 fanden vom 5. bis zum 8. April 2018 in der Energia Areena in Vantaa statt. Es war die 21. Austragung dieser internationalen Meisterschaften von Finnland im Badminton.

## Medaillengewinner
| Disziplin    | Gold                                                | Silber                                                  | Bronze                                      |
| ------------ | --------------------------------------------------- | ------------------------------------------------------- | ------------------------------------------- |
| Herreneinzel | Leong Jun Hao                                       | Cheam June Wei                                          | Hermansah                                   |
| Herreneinzel | Leong Jun Hao                                       | Cheam June Wei                                          | Eetu Heino                                  |
| Dameneinzel  | Gregoria Mariska Tunjung                            | Ruselli Hartawan                                        | Özge Bayrak                                 |
| Dameneinzel  | Gregoria Mariska Tunjung                            | Ruselli Hartawan                                        | Porntip Buranaprasertsuk                    |
| Herrendoppel | Akbar Bintang Cahyono Mohamed Reza Pahlevi Isfahani | Rehan Naufal Kusharjanto Pramudya Kusumawardana Riyanto | Sabar Karyaman Gutama Frengky Wijaya Putra  |
| Herrendoppel | Akbar Bintang Cahyono Mohamed Reza Pahlevi Isfahani | Rehan Naufal Kusharjanto Pramudya Kusumawardana Riyanto | Joel Eipe Philip Seerup                     |
| Damendoppel  | Asumi Kugo Megumi Yokoyama                          | Goh Yea Ching Yap Cheng Wen                             | Agatha Imanuela Siti Fadia Silva Ramadhanti |
| Damendoppel  | Asumi Kugo Megumi Yokoyama                          | Goh Yea Ching Yap Cheng Wen                             | Soong Fie Cho Tee Jing Yi                   |
| Mixed        | Alfian Eko Prasetya Marsheilla Gischa Islami        | Akbar Bintang Cahyono Winny Oktavina Kandow             | Rodion Alimov Alina Davletova               |
| Mixed        | Alfian Eko Prasetya Marsheilla Gischa Islami        | Akbar Bintang Cahyono Winny Oktavina Kandow             | Denis Grachev Ekaterina Bolotova            |